# گیته اندرسن (بازیکن فوتبال)
گیته اندرسن (انگلیسی: Gitte Andersen؛ زادهٔ ۲۸ آوریل ۱۹۷۷) بازیکن فوتبال اهل دانمارک است.
از باشگاه‌هایی که در آن بازی کرده‌است می‌توان به باشگاه فوتبال بروندبی اشاره کرد.
وی همچنین در تیم ملی فوتبال زنان دانمارک بازی کرده‌است.